# Мельник

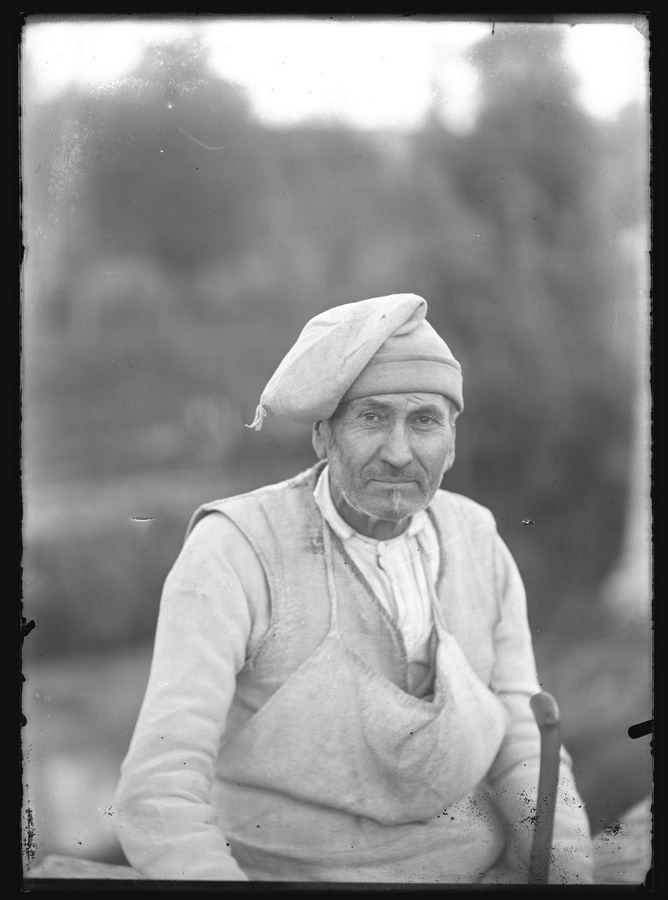
Мельник из Тарна
(фотограф Эжен Трюта)

Ме́льник — ремесленная профессия, связанная с эксплуатацией мельницы, производством муки, приправ, растительных масел и других продуктов.

## Мельники в культуре и искусстве
- В русской культуре образ мельника связывался с водной стихией; считалось, что мельник должен водить дружбу с водяным[1].
- Мельник — главный герой оперы «Мельник — колдун, обманщик и сват» (1779), текст которой принадлежит А. Н. Аблесимову, музыка — М. М. Соколовскому.
- Опера «Прекрасная мельничиха» (1788) на либретто Дж. Паломбо написана итальянским композитором Дж. Паизиелло.
- Ф. Шуберту принадлежит вокальный цикл «Прекрасная мельничиха» (1823) на стихи В. Мюллера.
- Мельником был отец русалки из пьесы А. С. Пушкина «Русалка». Оперу по мотивам этого произведения написал А. С. Даргомыжский; одним из лучших исполнителей партии Мельника был Ф. И. Шаляпин.